# ميروسلاف سيرار
ميروسلاف سيرار (من مواليد 28 أكتوبر 1939) لاعب جمباز يوغوسلافي سابق ومحامي من أصول سلوفينية فاز بالميدالية الدهبية بحدث حصان الحلق في دورة الألعاب الأولمبية الصيفية 1964 ودورة الألعاب الأولمبية الصيفية 1968. كما فاز بثلاث بطولات عالمية وتسع بطولات أوروبية.